# Paysage régional Ardennes flamandes
Une proposition de fusion est en cours entre Ardennes flamandes  et Paysage régional Ardennes flamandes.

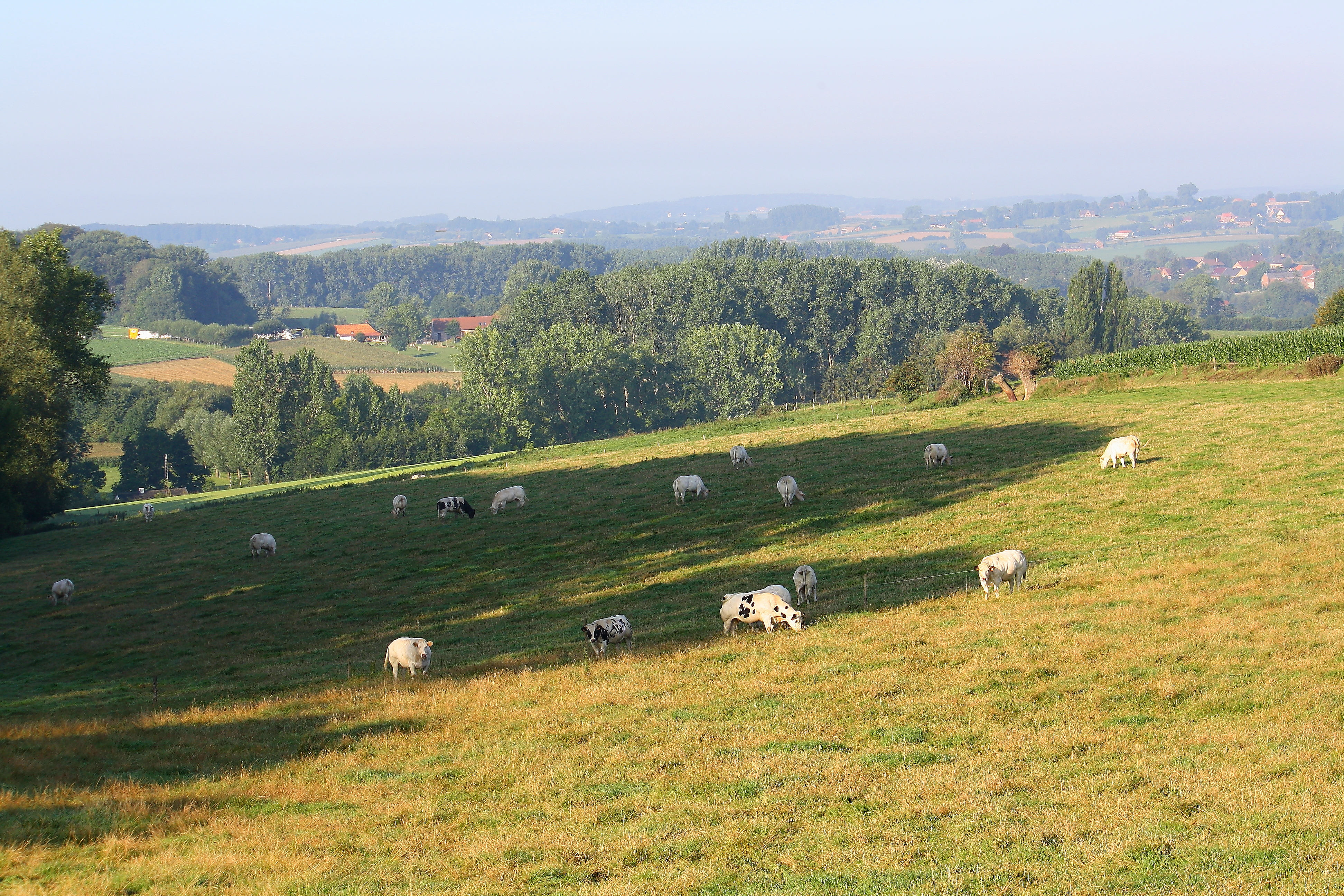
Paysage des Ardennes flamandes

Le Paysage régional Ardennes flamandes est un Paysage régional au sud de la province de Flandre Orientale. Il englobe toutes les villes et communes de la région naturelle des Ardennes flamandes. Il a été fondé le 1er juillet 1992 à la maison communale de Renaix au nom de la province de Flandre Orientale, de l'Agence pour la Nature et les Forêts de la Région flamande, de l'Union Européenne, et des villes des Ardennes flamandes.
Le Paysage régional œuvre au développement de la région dans le domaine de la nature, du paysage et des loisirs axés sur la nature,,. Son action est comparable à celle des Parcs naturels de Wallonie (Liste) ou celle des Paysages Nationaux (Nationale Landschappen) aux Pays-Bas.
La zone d'intervention est désormais plus vaste, du point de vue paysager, que la région vallonnée traditionnellement considérée comme les Ardennes flamandes, en raison de l'expansion ultérieure avec des communes telles que Denderleeuw, Erpe-Mere, Haaltert, Ninove.
Une partie du Paysage régional a été reconnue en comme Parc paysager des Ardennes flamandes en octobre 2023 .
Le Paysage régional des Ardennes flamandes couvre les communes suivantes :
- Brakel
- Denderleeuw
- Erpe-Mere
- Gavre
- Grammont
- Haaltert
- Horebeke
- Herzele
- Kluisbergen
- Kruisem
- Lierde
- Markedal
- Ninove
- Oosterzele
- Audenarde
- Renaix
- Hautem-Saint-Liévin
- Wortegem-Petegem
- Zottegem
- Zwalin (en néerlandais : Zwalm)